# Phaonia feavivivida
Phaonia feavivivida är en tvåvingeart som beskrevs av Xue och Cao 1989. Phaonia feavivivida ingår i släktet Phaonia och familjen husflugor. Inga underarter finns listade i Catalogue of Life.